# Les Années Joué
 (avril 2015).
Si vous disposez d'ouvrages ou d'articles de référence ou si vous connaissez des sites web de qualité traitant du thème abordé ici, merci de compléter l'article en donnant les références utiles à sa vérifiabilité et en les liant à la section « Notes et références ».

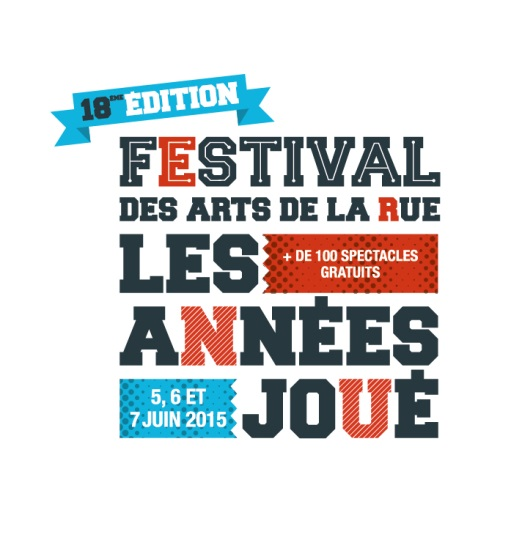
Logo du festival Les Années Joué, 2015

Le festival Les Années Joué est un festival des arts de la rue qui a lieu chaque année début juin à Joué-lès-Tours (Indre-et-Loire), en France. Ce festival, qui existe depuis 1998, accueille près de 50 compagnies d'arts de la rue dont les plus prestigieuses en ont fait partie (Compagnie Royal de luxe, Compagnie Transe Express, Compagnie Off...).
Les Années Joué revendiquent une culture populaire.
Depuis 2015, la municipalité souhaite développer le festival à l'international et toute l'agglomération de Tours contribue à ce nouvel élan. Les Années Joué ont vu naître un site internet, une page Facebook et des partenariats avec des festivals et compagnies mondialement reconnus.
Le festival c’est :
- Des compagnies dites Officielles ;
- Un tremplin de Nouvelles Créations permettant à des artistes de présenter leur nouveau spectacle. À la fin du festival sont décernés trois prix. Les lauréats sont assurés de revenir l'année suivante au festival, mais cette fois en compagnies officielles ;
- Des aides à projet car le spectacle vivant a besoin de soutien et de valorisation.

## Prix
Lauréats 2014
- Prix théâtralité : Compagnie à l'envers - Le monde à Jean-Marie
- Prix musicalité et danse : Le projet des Roger - Auberge des Vandewinners
- Prix cirque et acrobatie : Compagnie sous le pavé - Monsieur Xétéra

Lauréats 2008
- Prix théâtralité : Cie des Crackés -Les Montagnards
- Prix chorégraphique : Cirko Senso - 2 mains 3 pieds
- Prix acrobatique : Cie La Berlue - Banc d'essai

Lauréats 2007
- Prix théâtralité : Cie Sans Toile - Emporte pièce
- Prix musicalité : Cie La Carotte - Trainfernal
- Prix acrobatique : Cie Kirkas Gaya - Daydreaming

Lauréats 2006
- Prix théâtralité : Cie Lezartical - Moï-Moï
- Prix musicalité : Cie Artaem - Spirales
- Prix acrobatique : Cirque Hirsute - Bal caustique'